# Řád přátelství (Rusko)
Řád přátelství (rusky oрден Дружбы) je ocenění udělované Ruskou federací, kde se řadí mezi nejvyšší státní vyznamenání, neboť cizí státní příslušník nemůže v Rusku získat ocenění vyšší. První osobnosti jím byly dekorovány roku 1994. Ocenění navazuje na někdejší Řád přátelství národů, které se udělovalo v Sovětském svazu. Jednotliví laureáti jsou oceněním dekorováni za významný přínos na poli přátelství a spolupráce s Ruskem, dále jako vděk za rozvíjení obchodních či vědeckých kontaktů s touto zemí a za rozvoj lingvistických nebo kulturních vazeb s Ruskem.
Mezi dekorované patří srbský režisér Emir Kusturica či polský režisér Andrzej Wajda nebo pěvkyně Mireille Mathieu z Francie. Roku 2016 získal ocenění český europoslanec Jiří Maštálka, u něhož takto ruský prezident Vladimir Putin ocenil jeho dlouholetou činnost v Evropském parlamentu ve frakci Evropské sjednocené levice a Severské zelené levice (GUE/NGL) či v české politice a své lékařské praxi. V roce 2019 stejné ocenění získal potomek někdejších ruských emigrantů, hudební skladatel Vadim Petrov, který svou tvorbou – podle vyjádření ruské ambasády – sblížil českou a ruskou kulturu, a to například sepsáním symfonických děl vycházejících z ruských lidových písní.